# Adrián Liso
Adrián Liso Lahoz (Zaragoza, 2 de abril de 2005) es un futbolista español que juega como centrocampista en el Getafe C. F. de la Primera División de España, cedido por el Real Zaragoza.

## Trayectoria
Nacido en Zaragoza y criado en la localidad zaragozana de El Burgo de Ebro, se formó en el fútbol base del Real Zaragoza.
En la temporada 2023-24, aún en edad juvenil, fue ascendido por Emilio Larraz para formar parte del Deportivo Aragón de la Segunda Federación.
Logra debutar con el primer equipo el siguiente 17 de marzo de 2024 al entrar como suplente en la segunda mitad de una derrota por 0-1 frente al R. C. D. Espanyol en la Segunda División. Una semana después, el 24 de marzo, jugó como titular frente al C. D. Mirandés.
El 2 de julio de 2025 se confirmó su cesión al Getafe C. F. de Primera División.

## Clubes
Actualizado al último partido disputado el 17 de agosto de 2025.
| Club             | País   | Año       | Partidos | Goles |
| ---------------- | ------ | --------- | -------- | ----- |
| Deportivo Aragón | España | 2023-2024 | 26       | 3     |
| Real Zaragoza    | España | 2024-2025 | 53       | 6     |
| Getafe C. F.     | España | 2025-     | 1        | 1     |